# Pyrgus jupei
Pyrgus jupei es una especie de mariposa del género Pyrgus, categorizada en la tribu Pyrgini, de la subfamilia Pyrginae. Fue descrita por Buchard Alberti en 1967.

## Descripción
Mide aproximadamente 26 mm de longitud.

## Distribución y hábitat
Se distribuye por el Cáucaso, Turquía, Armenia e Irán. Suele habitar en pastizales de alta montaña entre 2600-3500 m s. n. m.